# 子安稲荷神社
子安稲荷神社（こやすいなりじんじゃ）は、東京都豊島区上池袋にある神社。 保食神を祀る。

## 由緒
旧・新田堀之内村鎮守。鎮座した年代は不詳だが、天正年間（1573年 - 1591年）以前より現在地に奉斎されていたといわれる。
正徳5年（1715年）疫病流行の際に特に霊験あらたかで多くのこども達が救われたため「子安稲荷」と言われるようになった。
明治初年無格社に列したが、大正14年（1925年）7月13日に村社に昇格した。

## 祭神
保食神

## 年中行事
- 節分祭（2月3日）
- 例大祭（9月第1週土・日）

## 氏子地域
- 豊島区上池袋一丁目8 - 10、二丁目1･2（一部）･10 - 24･25（一部）･30 - 45、三丁目1 - 33･34（一部）･39（一部）